# Yoon Ji-hye
Yoon Ji-hye (auch Yoon Jihye oder Yun Ji-hye, koreanisch 윤지혜; * 12. Februar 1983 in Jeju-do) ist eine südkoreanische Tischtennisspielerin. Sie nahm 2004 an den Olympischen Spielen teil. Yoon ist Rechtshänderin und verwendet als Griff die europäische Shakehand-Schlägerhaltung.
Bei den Olympischen Spielen 2004 nahm sie nur am Einzelwettbewerb teil. Hier verlor sie in der ersten Runde gegen die US-Amerikanerin Tawny Banh.

## Turnierergebnisse
| Verband | Veranstaltung     | Jahr | Ort      | Land | Einzel    | Doppel    | Mixed     | Team |
| ------- | ----------------- | ---- | -------- | ---- | --------- | --------- | --------- | ---- |
| KOR     | Olympische Spiele | 2004 | Athen    | GRE  | letzte 64 |           |           |      |
| KOR     | Weltmeisterschaft | 2004 | Doha     | QAT  |           |           |           | 3    |
| KOR     | Weltmeisterschaft | 2003 | Paris    | FRA  | Qual.     |           |           |      |
| KOR     | Pro Tour          | 2004 | Singapur | SIN  | letzte 16 | letzte 32 | letzte 16 |      |
| KOR     | Pro Tour          | 2004 | Incheon  | KOR  | letzte 32 |           |           |      |